# Катастрофа Boeing 757 под Лимой
Катастрофа Boeing 757 под Лимой — крупная авиационная катастрофа, произошедшая в среду 2 октября 1996 года. Авиалайнер Boeing 757-23A авиакомпании Aeroperú выполнял регулярный пассажирский рейс PLI 603 по маршруту Майами—Лима—Сантьяго, но через 29 минут после вылета из Лимы рухнул в воды Тихого океана. Погибли все находившиеся на его борту 70 человек — 61 пассажир и 9 членов экипажа.
Катастрофа рейса 603 является третьей (по числу погибших) в истории гражданской авиации Перу (после катастроф Boeing 737 под Арекипой и L-188 под Куско) и стала крупнейшей в истории авиакомпании Aeroperú, приведшей к её банкротству в 1999 году.

## Предшествующие обстоятельства
Вечером 1 октября 1996 года в аэропорту имени Хорхе Чавеса в Лиме произвёл посадку рейс PLI 603 авиакомпании Aeroperú, на борту которого находились 180 пассажиров. Перелёт из Майами в Лиму также выполнял Boeing 757, но другой борт. В Лиме высадились 119 пассажиров, а остальные (61 пассажир) пересели на Boeing 757-23A борт N52AW, который к тому времени прошёл технические проверки перед вылетом в Сантьяго.

### Сведения о рейсе 603

#### Самолёт
Boeing 757-23A (регистрационный номер N52AW, заводской 25489, серийный 505) был выпущен в ноябре 1992 года и 2 декабря того же года был передан лизинговой компании «Ansett Worldwide». 27 сентября 1993 года был сдан в лизинг авиакомпании Aeroméxico (в ней он сменил два бортовых номера — XA-SKR и XA-SME), которая 1 апреля 1994 года сдала его в сублизинг авиакомпании Aeroperú под б/н XA-SME; 28 февраля 1995 года он был перерегистрирован и получил бортовой номер N52AW. Оснащён двумя турбовентиляторными двигателями Pratt & Whitney PW2037. Последний крупный ремонт (C-2) проходил с 26 мая по 15 июня 1996 года, никаких неполадок обнаружено не было. На день катастрофы 3-летний авиалайнер совершил 2673 цикла «взлёт-посадка» и налетал 10 654 часа (из них во время эксплуатации в Aeroperú — 1860 циклов «взлёт-посадка» и 8291 час).
Полный вес самолёта при вылете из Лимы составлял 83 036 килограммов.

#### Экипаж и пассажиры
Самолётом управлял опытный экипаж, состав которого был таким:
- Командир воздушного судна (КВС) — 58-летний Эрик Шрайбер Ладрон де Гевара (исп. Eric Schreiber Ladrón de Guevara). Очень опытный пилот, в должности командира Boeing 757 — с 26 июля 1996 года; также был КВС-инструктором на самолётах «Boeing». Налетал 21 955 часов, свыше 1520 из них на Boeing 757.
- Второй пилот — 42-летний Давид Фернандес Реворедо (исп. David Fernández Revoredo). Опытный пилот, налетал 8954 часа, 619 из них на Boeing 757.

В салоне самолёта работали 7 стюардесс:
- Мария Aнхела Касабо (исп. Maria Angela Casabo),
- Каролина Лопез (исп. Carolina López),
- Джема Бруццоне (исп. Gema Bruzzone),
- Роксана Мино (исп. Roxana Mino),
- Анна Контрерас (исп. Ana Contreras),
- Нэнси Фернандез (исп. Nancy Fernándes),
- Сильвия Баррето (исп. Sylvia Barreto).

| Гражданство    | Пассажиры | Экипаж | Всего |
| -------------- | --------- | ------ | ----- |
| Чили           | 30        | 0      | 30    |
| Колумбия       | 1         | 0      | 1     |
| Эквадор        | 2         | 0      | 2     |
| Италия         | 2         | 0      | 2     |
| Мексика        | 6         | 0      | 6     |
| Новая Зеландия | 1         | 0      | 1     |
| Перу           | 11        | 9      | 20    |
| Испания        | 1         | 0      | 1     |
| Великобритания | 2         | 0      | 2     |
| США            | 4         | 0      | 4     |
| Венесуэла      | 1         | 0      | 1     |
| Всего          | 61        | 9      | 70    |

Всего на борту самолёта находились 70 человек — 9 членов экипажа и 61 пассажир.

## Хронология событий

### Вылет из Лимы, отказ приборов
В 23:50 КВС с помощью фонарика произвёл внешний осмотр Boeing 757-23A борт N52AW и не увидел ничего подозрительного. 2 октября в 00:32 экипаж связался с диспетчерской вышкой и доложил о готовности к началу руления. В 00:40 лайнер выехал на стартовую позицию ВПП №15.
| 00:40:58 | Второй пилот  | Вышка Лима, Аэроперу 603, полоса 15, к взлёту готовы. (исп. Lima torre, Aeroperu 603, pista 15, listo al despegue.)                                                                            |
| 00:41:01 | Авиадиспетчер | Аэроперу 603, используйте процедуру снижения шума, у земли штиль, разрешаю взлёт с полосы 15. (исп. Aeroperu 603, use atenuacion de ruido, viento calma, esta autorizado a despegar pista 15.) |

В 00:42 рейс PLI 603 вылетел из Лимы. Но уже через несколько секунд пилоты поняли, что ситуация постепенно выходит из-под контроля:
| 00:42:12 | Второй пилот                                              | Высотомеры зависли. (исп. Se han pegado los altimetros.)                                                                               |
| 00:42:14 | Три раза звучит сигнал «СДВИГ ВЕТРА» («WINDSHEAR ALARM»). | Три раза звучит сигнал «СДВИГ ВЕТРА» («WINDSHEAR ALARM»).                                                                              |
| 00:42:23 | Второй пилот                                              | Эй, смотри, высотомеры зависли. (исп. Oye, se han pegado los altimetros.)                                                              |
| 00:42:26 | КВС                                                       | Да. (исп. Si.) |
| 00:42:26 | Второй пилот                                              | Все. (исп. Todos.) |
| 00:42:28 | КВС                                                       | Это что-то новое, да? Держи V2 плюс десять, V2 плюс десять. (исп. Esto es nuevo realmente, eh? Manten V2 mas diez, pues, V2 mas diez.) |

Неожиданно прозвучали сигналы тревоги низкой скорости и высоты. КВС начал изучать показания сигналов, тогда как второй пилот пытался удержать самолёт на курсе. Неожиданно в 00:43:06 сработала сигнализация повышенного угла отклонения руля направления («RUDDER RATIO ALARM»), а в 00:43:31 — сигнал о не соответствующем скорости положении стабилизатора («MACH TRIM»). Пока второй пилот держал штурвал, командир пытался разобраться в таком непонятном сочетании сигналов неисправностей. Но в 00:44:15 в кабине раздался предостерегающий сигнал тревоги («CAUTION ALARM»), а через 7 секунд — сигнал аварийной тревоги («ALERT ALARM»), что начало ещё больше запутывать пилотов.
Осознавая критичность ситуации, пилоты связались с диспетчерской вышкой и сообщили, что у рейса 603 серьёзные проблемы:
| 00:44:26 | Второй пилот  | Вышка, Аэроперу 603. (исп. Torre, Aeroperu 603.) |
| 00:44:31 | Авиадиспетчер | Аэроперу 603, башня, говорите. (исп. Aeroperu 603, torre, prosiga.) |
| 00:44:32 | Второй пилот  | О.К. Мы объявляем о чрезвычайном положении, так как у нас нет основных приборов. Ни высотомеров, ни указателей воздушной скорости. Мы терпим бедствие. (исп. O.K. Declamaros en emergencia, no tenemos instrumentos basicos. No altimetros, ni velocimetros. Declamaros emergencia ah.)                        |
| 00:44:41 | Авиадиспетчер | Понял, высота? (исп. Recibido, altitud?) |
| 00:44:45 | Второй пилот  | Мы не знаем, но до тысячи футов… Приблизительно тысяча семьсот. (исп. No tenemos, tenemos hasta mil pies… Aproximadamente mil setecientos.) |
| 00:44:50 | Авиадиспетчер | Тысяча футов. Понял, понял. Аэроперу 603, подтвердите, если можете перейти на частоту 119,7 для получения инструкций от радиолокационного контроля. (исп. Mil pies. Recibido, recibido. Aeroperu 603, confirme si, le es posible cambiar frecuencia 119,7 a fin de recibir instrucciones de vigilancia radar.) |
| 00:45:01 | Второй пилот  | Переходим на 119,7. (исп. Pasamos 119,7.) |

Буквально через секунду отключился автомат тяги, ещё через 10 секунд раздались звуки сигналов об отключении автомата тяги («AUTO THROTTLE DISCONNECT»), повышенном угле отклонения руля направления («RUDDER RATIO») и о достижении максимально разрешённой скорости («MACH SPEED»). Для снижения нагрузки пилоты попытались активировать автопилот, но из-за высокой разницы показаний между приборами КВС и второго пилота автопилот сразу отключился.

### Борьба за управление
Пилоты связались с авиадиспетчером УВД Лимы и доложили, что собираются возвращаться обратно, в связи с чем запросили вести их для посадки на ВПП №15. Авиадиспетчер дал им указание лечь на курс 330° на маяк Салинос, находящийся напротив Уачо, и сохранять высоту 1220 метров, на что пилоты доложили, что не имеют такой возможности, так как их самолёт всё время набирает высоту. Также второй пилот сообщил авиадиспетчеру, что у них проблемы с управлением (впоследствии при расследовании выяснится, что это мнение у них сложилось из-за постоянных сигналов неисправностей, тогда как самолёт на самом деле был полностью управляем). Пилоты заметили, что высотомеры начали работать и показывали увеличение высоты.
| 00:48:22 | Авиадиспетчер | Аэроперу 603, сейчас вы на высоте девять двести, э… Какой у вас сейчас курс? (исп. Aeroperu 603, se le observa ahora con nivel nueve doscientos, eh… Que rumbo le indica ahora?) |
| 00:48:29 | Второй пилот  | Курс два ноль пять. (исп. Rumbo dos cero cinco.) |
| 00:48:31 | Авиадиспетчер | Подтверждаю. Вы делаете медленный правый разворот, верно? (исп. Afirmativo. Esta haciendo viraje lento a la derecha, correcto?)                                                  |
| 00:48:36 | Второй пилот  | Нет, мы держим курс по удалению от берега. (исп. No, estamos manteniendo rumbo para alejarnos hacia la costa.)                                                                   |

Когда самолёт был в 48 километрах от берега, авиадиспетчер предложил пилотам рейса 603, сохраняя эшелон FL120 (3650 метров), лечь на курс 350°. В 00:50 пилоты попытались вновь включить автопилот. В это же время с пилотами связался авиадиспетчер и указал им, что самолёт, согласно показаниям радара, летит на эшелоне FL120 с примерной скоростью 574 км/ч и дал команду на разворот на курс 330°. В 00:52 в кабине раздался очередной сигнал тревоги, после чего отключился автопилот.
В 00:56 экипаж стал снижаться до 3000 метров и тут командир заметил, что скорость, согласно данным указателя скорости, начала превышать максимальную. Пилоты спросили УВД, какая их скорость по радару, на что получили ответ — 592 км/ч, тогда как приборы в кабине показывали уже более 648 км/ч. Поэтому пилоты для снижения скорости в 00:57:00 выпустили спойлеры, но через 12 секунд раздался сигнал предупреждения о превышении максимально разрешённой скорости («OVERSPEED ALARM») и пилоты также снизили тягу двигателей, но это не помогало. Экипаж был в растерянности, так как показания скорости вскоре дошли до 731 км/ч, а раздавшийся в 00:59:27 сигнал о чрезмерном снижении скорости и опасности сваливания («STALL WARNING ALARM») совсем сбил пилотов с толку. Оба пилота уже попросту не знали, чему верить.

### Катастрофа
Рейс PLI 603 летел посреди открытого океана в полной тьме. У пилотов не было никаких внешних ориентиров, тогда как бортовой компьютер выдавал противоречивую информацию об основных параметрах полёта:
| 00:59:55 | Второй пилот  | Подскажите… Есть ли какой-нибудь самолёт, который бы мог спасти нас? (исп. Solicitamos un… Hay algun avion, que pueda salir al rescate de nosotros?)                                              |
| 01:00:06 | Авиадиспетчер | Да, понял. Мы немедленно координируем, уже координируем. (исп. Si, correcto. Vamos a coordinar de inmediato, se esta coordinando de inmediato.)                                                   |
| 01:00:12 | Второй пилот  | Какой-нибудь самолёт, который мог бы вести нас. Какой-нибудь Аэроперу или кто восточнее. Кто-нибудь. (исп. Algun avion, que nos pueda servir de guia. Algun Aeroperu que este por alli. Alguien.) |
| 01:00:21 | Авиадиспетчер | Внимание, у нас есть 707, вылетающий в Пудауэль. Мы скажем ему. (исп. Atento, tenemos un 707, que va a salir para Pudahuel. Se le esta avisando.)                                                 |

Однако Boeing 707 был готов вылететь только через 15 минут, тогда как у рейса 603 счёт оставшегося времени шёл уже на секунды. В 01:01 авиадиспетчер сообщил пилотам рейса 603, что по радару они на эшелоне FL100 (3000 метров), скорость около 407 км/ч и удаление до Лимы 59 километров. Экипаж был поражён такой разницей в показаниях с их приборами и начал увеличивать тягу двигателей. В 01:02:44 в кабине на протяжении почти 45 секунд звучит сигнал GPWS об опасном сближении с землей («TOO LOW TERRAIN»), тогда как высотомер показывал высоту полёта 3000 метров. Пилоты ещё раз запросили у УВД, какая у них скорость, на что получили ответ — скорость около 370 км/ч и продолжает снижаться. Поняв, что ещё немного и самолёт упадёт в воду, пилоты увеличили тягу двигателей. Вскоре сигнал об опасном сближении с землёй умолк, из чего экипаж сделал вывод, что (вероятно) это был сбой системы.
В 01:08 КВС включил систему посадки по приборам, чтобы вывести самолёт на посадочный курс, а в 01:09 пилоты легли на курс 070° и начали выпускать закрылки:
| 01:10:13 | Второй пилот                                               | Сообщите мне пожалуйста нашу высоту, потому что мы похоже набираем… (исп. Me informa altura por favor, porque tenemos el climb que no…)                                                                                             |
| 01:10:17 | Начинает вновь звучать сигнал GPWS («TOO LOW TERRAIN»).    | Начинает вновь звучать сигнал GPWS («TOO LOW TERRAIN»). |
| 01:10:18 | Авиадиспетчер                                              | Согласно показаниям, сохраняется девять семьсот, сэр. (исп. Si mantiene nueve setecientos, segun la presentacion, señor.) |
| 01:10:21 | Второй пилот                                               | Девять семьсот? (исп. Nueve setecientos?) |
| 01:10:26 | Авиадиспетчер                                              | Да, верно. Такую высоту он показывает. У вас есть визуальные ориентиры? (исп. Si, correcto. Cual es la altura que le indica en el avion. Y si tiene alguna referencia visual?)                                                      |
| 01:10:29 | Второй пилот                                               | Девять семьсот, но у нас сигнал опасного сближения с землёй… Вы уверены, что мы у вас на радаре в пятидесяти милях? (исп. Nueve setecientos, pero nos indica Too Low Terrain… Seguro que nos tiene en el radas a cincuenta millas?) |
| 01:10:54 | Авиадиспетчер                                              | Аэроперу 603, Лима. (исп. Aeroperu 603, Lima.) |
| 01:10:57 | Слышен шум левого крыла, врезавшегося в воду.              | Слышен шум левого крыла, врезавшегося в воду. |
| 01:10:59 | Второй пилот                                               | Мы задеваем воду!!! (исп. Estamos impactando el agua!!!) |
| 01:11:02 | Авиадиспетчер                                              | Поднимайтесь, поднимайтесь, Аэроперу 603, если у вас сработала сигнализация… вверх! (исп. Suba, suba, Aeroperu 603, si le indica… pull up!)                                                                                         |
| 01:11:14 | Раздаётся механическое сообщение GPWS «WHOOP! WHOOP! PU…». | Раздаётся механическое сообщение GPWS «WHOOP! WHOOP! PU…». |
| 01:11:16 |                                                            | Звук удара, запись обрывается. |

В 01:10:57 лайнер на скорости 481,5 км/ч под углом 10° полуплоскостью левого крыла зацепил воду. Пилоты резко потянули штурвал на себя, заставив самолёт подняться, но в двигатель №1 (левый) уже попала вода, вызвавшая срыв пламени, и тот остановился; это привело к резкому дисбалансу тяги. Поднявшись на 60 метров, рейс PLI 603 перевернулся и в 01:11:16 на скорости около 426 км/ч врезался в океан, разрушился на две части и ушёл под воду. Все 70 человек на его борту погибли.
По указанию авиадиспетчеров к побережью Тихого океана были направлены спасательные бригады, которые надеялись увидеть вдалеке световые сигналы с приводнившегося самолёта, но никаких сигналов они не увидели; позже местный рыбак сказал, что видел вспышку на горизонте. Утром на поверхности воды были найдены длинные пятна авиатоплива, что подтвердило худшие опасения — самолёт разбился при ударе о воду. На поверхности были найдены 9 тел погибших, остальные утонули вместе с самолётом.

## Расследование
Расследование причин катастрофы PLI 603 проводило Министерство транспорта и связи Перу (CIAA), а главным следователем был Гуидо Фернандес Ланьяс (исп. Guido Fernández Lañas) — дядя Давида Фернандеса Реворедо, второго пилота рейса 603. Для поиска самолёта свою помощь предложили ВМС США, которые вскоре обнаружили его на глубине более 400 метров разломленным на две части. Также были прослушаны аудиозаписи переговоров пилотов с авиадиспетчерами.
Довольно скоро была найдена причина катастрофы — заклеенные клейкой лентой датчики статических давлений ПВД со стороны командира экипажа. Лента была наклеена при мойке самолёта для предотвращения попадания в них воды, и не была снята после завершения работ. Лента была серебристого цвета и визуально сливалась с фюзеляжем самолёта в этом месте, поэтому КВС её не заметил при ночном предполётном осмотре, осветив это место фонариком. В воздушной навигации эти датчики крайне важны, так как они обеспечивают определение горизонтальной и вертикальной скоростей самолёта и высоты полёта; эти же данные поступают в бортовой компьютер. Будучи заклеенными, эти датчики при взлёте начали выдавать ложные показания. Так как на другой стороне лайнера (со стороны второго пилота) датчики не были заклеены, то в системе из-за разности показаний возник сбой, что и вызвало ненормальные показания приборов и ложные срабатывания сигналов тревоги. Из-за информационной перегрузки пилоты вскоре запутались — забыв, в частности, о радиовысотомере, показания которого не зависят от воздушных датчиков — он включается на высоте полёта ниже 762 метров. Пилоты пытались уточнить фактическую высоту самолёта у авиадиспетчера, однако ни они, ни он сам не осознавали, что видимая им (авиадиспетчером) на экране радара информация о высоте была получена с транспондера самолёта, и поэтому тоже была неверной.
Заклеивание датчиков скорости и высоты клейкой лентой является стандартной процедурой при мытье или покраске самолёта — однако при этом лента должна быть яркого цвета, чтобы её было легко заметить. В случае же с рейсом 603 рабочие использовали нестандартную серебристую ленту, а наклеивший её сотрудник аэропорта Лимы Элеутерио Чакалиаса (исп. Eleuterio Chacaliaza) в тот день работал за ревизора и не осознавал всей важности заклеиваемых им отверстий, поэтому попросту забыл снять ленту после всех технических процедур.

## Последствия
Авиакомпания Aeroperú в знак уважения к пассажирам и экипажу рейса 603 сменила номер рейса Майами—Лима—Сантьяго с PLI 603 на PLI 691.
В ноябре 1996 года адвокат Майкл Эйдсон (англ. Michael Eidson) вёл дело от лица погибших членов экипажа и 41 пассажира рейса 603 против компании «Boeing», заявив, что она несёт ответственность за эту катастрофу, так как должна была предвидеть небрежную эксплуатацию своих самолётов. Также он аргументировал свой иск тем, что многие пассажиры выжили при ударе и погибли от утопления. В мае 1997 года иск против «Boeing» был подан в федеральный суд в Майами. «Boeing» заявила, что не несёт ответственности за случившееся, так как вина лежит на командире экипажа, не заметившем заклеенные датчики. Однако следователи утверждали, что ленту невозможно было увидеть в тёмное время суток на значительной высоте (4,5—5 метров), к тому же когда она была такого же цвета, как обшивка самолёта.
13 декабря 1999 года члены семей пассажиров рейса 603 получили одну из крупнейших денежных компенсаций за погибших в авиакатастрофе за пределами США и не являющихся гражданами США. Им выплатили в среднем по одному миллиону долларов за погибшего. Для авиакомпании Aeroperú, которая к тому времени уже несла серьёзные убытки, это стало фатальным, и в том же году она объявила о своём банкротстве. Поэтому все финансовые проблемы легли на компанию «Boeing», которая завершила выплаты в 2006 году.

## Культурные аспекты
- Катастрофа рейса 603 Aeroperú показана в 1 сезоне канадского документального телесериала Расследования авиакатастроф в серии Слепой полёт; также она будет показана в 26 сезоне.
- В 1999 году запись речевого самописца рейса 603 была включена в сценарий пьесы «Чарли Виктор Ромео», поставленной нью-йоркской театральной компанией «Collective: Unconscious». В 2012 году по пьесе был снят одноимённый фильм.

## Аналогичные авиакатастрофы
- Катастрофа Boeing 757 под Пуэрто-Плата
- Катастрофа A330 в Атлантике
- Катастрофа Boeing 747 под Бомбеем
- Катастрофа Ан-148 под Москвой

### Комментарии
1. ↑  Здесь и далее указано Североамериканское восточное время — EST
2. ↑  Скорость на 10 узлов (18 км/ч) выше безопасной скорости V2. Это стандартная процедура после взлёта, которая обеспечивает прохождение дальнего порога ВПП на высоте 35 футов (10,6 метров) при двух работающих двигателях на Boeing 757